# Луиза Юлиана фон Орания-Насау
Луиза Юлиана фон Орания-Насау (на немски: Luise Juliana von Oranien-Nassau; на нидерландски: Louise Juliana van Nassau; * 31 март 1576, Делфт; † 15 март 1644, Кьонигсберг, Прусия) е принцеса от Орания-Насау и чрез женитба курфюрстиня на Пфалц (1593 – 1610).

## Живот
Тя е най-възрастната дъщеря на принц Вилхелм Орански (1533 – 1584) и третата му съпруга, Шарлота дьо Бурбон-Монпенсие (1546 – 1582), дъщеря на херцог Лудвиг III.
Луиза Юлиана се омъжва на 23 юни 1593 г. в Диленбург за курфюрст Фридрих IV фон Пфалц (1574 – 1610), син на курфюрст Лудвиг VI и принцеса Елизабет фон Хесен. След ранната смърт на нейния съпруг през 1610 г. Луиза Юлиана е назначена за опекун на най-големия си син, неговият главен опекун е херцог Йохан II фон Пфалц-Цвайбрюкен. Тя се мести с дъщеря си в Берлин в двора на бранденбургския курфюрст. През 1638 г. той мести цялата си фамилия заради Тридесетгодишната война в Кьонигсберг. Там курфюрстиня Луиза Юлиана умира на 15 март 1644 г. и е погребана в катедралата на Кьонигсберг.
- Принцеса Луиза Юлиана 
на ок. шест години с кукла
- Курфюрстиня Луиза Юлиана фон Пфалц
- Луиза Юлиана,
 ок. 1610

## Деца
Луиза Юлиана и Фридрих IV фон Пфалц имат осем деца:
- Луиза Юлиана (1594 – 1640)

∞ 1612 пфалцграф Йохан II фон Цвайбрюкен (1584 – 1635)
- Катарина София (1595 – 1626)
- Фридрих V (1596 – 1632), курфюрст на Пфалц, крал на Бохемия

∞ 1613 принцеса Елизабет Стюарт (1596 – 1662), дъщеря на крал Джеймс I
- Елизабет Шарлота (1597 – 1660)

∞ 1616 курфюрст Георг Вилхелм фон Бранденбург (1595 – 1640)
- Анна Елеонора (1599 –1600)
- Лудвиг Вилхелм (*/† 1600)
- Мориц Християн (1601 – 1605)
- Лудвиг Филип (1602 – 1655), палцраф на Зимерн-Кайзерслаутерн

∞ 1631 принцеса Мария Елеонора (1607 – 1675), дъщеря на курфюрст Йоахим Фридрих фон Бранденбург